# Богородицкое (Ростовская область)
Богородицкое — село в Песчанокопском районе Ростовской области.
Административный центр Богородицкого сельского поселения.

## География
Село расположено у истоков реки Безымянка.

### Уличная сеть
| - ул. Зелёный Клин, - ул. Калинина, - ул. Кирова, - ул. Ленина, - ул. Набережная, | - пер. Детский Мир, - пер. Мирный, - пер. Первомайский, - пер. Советский, - пер. Школьный. |

## История
XIX век
Основано в 1842 году выходцами из Воронежской, Харьковской, Полтавской и других  губерний внутренней России. Первоначально именовалось как Безыменка, а позже стало селом Богородицким. В 1847 году построена деревянная церковь в честь Казанской Божией Матери. В 1892 году началось строительство второй церкви, которое было окончено примерно в 1899 году. В селе было три улицы: Нижняя, Средняя, Верхняя. Главным занятие жителей села было земледелие и скотоводство. Многие крестьяне пахали землю деревянной сохой, сеяли из лукошка, вручную косили хлеб. В то время село имело 16760 десятин земли. У большинства жителей были огороды, фруктовые сады.
По окладным листам в селе Богородицком на 1897 год числилось 1316 ревизских душ, а по посемейным спискам 2741 мужского пола и 2752 женского пола наличных души. В селе были иногородние, их 184 душ мужского и 163 женского пола. 
Село Богородицкое (на 1897 год) имело два училища: одноклассное Министерства народного просвещения и школу грамоты.
XX век
К 1909 году в селе действовало 2 церковно-приходских и 5 одноклассных училищ Министерства народного просвещения. Население достигло 7 847 человек. До революции село входило в состав Медвеженского уезда Ставропольской губернии.
После Великой Октябрьской социалистической революции в 1917 году, произошли изменения в административно-территориальной устройстве. Так, с июня 1924 года село Богородицкое вошло в состав Воронцово-Николаевского района Сальского округа Юго-Востока России, позже Северо-Кавказского края.
Селе Богородицкое, являвшееся центром Богородицкого сельсовета административно входило в состав Воронцово-Николаевского района, который в августе 1930 года был переименован в Сальский район.
После проведённой в 1926 году Всероссийской переписи населения в селе Богородицком насчитывалось 7 380 душ обоего пола, в том числе 3 519 мужского и 3 861 женского пола. Кроме этого, в состав Богородицкого сельсовета входили четыре хутора: Мухин (с населением 257 душ), Смелый (89 душ), Сухинский (66 душ) и Кислицын (53).
После разделения Северо-Кавказского края в январе 1934 года на Азово-Черноморский и Северо-Кавказский, село Богородицкое и Богородицкий сельсовет оставались в составе Сальского района, который вошёл в состав Азово-Черноморского края.
На основании постановления Президиума ВЦИК СССР от 28 декабря 1934 года Богородицкий сельсовет и само село Богородицкое вошли в состав вновь образованного Развиленского района в начале Азово-Черноморского края, а с сентября 1937 года Ростовской области.
В годы Великой Отечественной войны около тысячи сельчан отправились на фронт. С войны не вернулось около пятисот человек. В августе 1942 года село Богородицкое было оккупировано немецко-фашистскими захватчиками. 23 января 1943 года село было освобождено войсками Советской Армии.
В 1959 году Развиленский и Песчанокопский районы были объединены в один Развиленский район, который в 1960 году был переименован в Песчанокопский. С этого времени село Богородицкое в составе этого района.
В период с марта 1963 года по ноябрь 1965 года, после упразднения Песчанокопского района, село Богородицое входило в состав Сальского района.
В 1950-е−1960-е годы в селе проводилась радиофикация и электрификация, были построены магазины, школа на 269 мест. 1956 году был построен кирпичный завод. В 1966—1967 годах в селе построили Дворец Культуры, здание конторы колхоза «Родина», пекарню, маслоцех, торговый комплекс. В 1967 году в центре села был заложен парк с аллеями из березы, липы, ивами.
В 1968 году колхозом «Родина» в селе были построены водопровод, больница на 35 коек, быткомбинат с швейной и обувной мастерской, парикмахерская.
XXI век
С марта 2005 года в результате проведённой реформы органов местного самоуправления вошло в состав Богородицкого сельского поселения Песчанокопского района Ростовской области, став его административным центром.
Село Богородицкое имеет развитую социальную инфраструктуру, в состав которой входят средняя общеобразовательная школа №20, детский сад №16 "Светлячок", Богородицкая амбулатория Песчанокопской районной больницы, аптека, Дом культуры, библиотека, многочисленные магазины и торговые точки. Село полностью газифицировано, обеспечено водопроводом и электроснабжением. Основные улицы имеют твёрдое асфальтовое покрытие. С районным центром селом Песчанокопским и ближайшим городом Сальском село Богородицкое связано асфальтированным шоссе.

## Население
Динамика численности населения
| 1909  | 1926  |
| ----- | ----- |
| 7 938 | 7 380 |

| 1883 | 1884  | 1989  | 2002  | 2010  |
| ---- | ----- | ----- | ----- | ----- |
| 4483 | ↗5606 | ↘2218 | ↘2111 | ↘1746 |

## Известные люди
В селе родились:
- Веретенников, Пётр Митрофанович — Герой Советского Союза.
- Распопов, Георгий Ефимович — Герой Социалистического Труда.
- Сухорученко, Пётр Николаевич — Герой Социалистического Труда.
- Фоменко, Пётр Иванович — генерал-лейтенант.

## Достопримечательности
В 1899 году в селе завершилось строительство церкви высотой 96 метров. Церковь имела позолоченные купола. Вес большого колокола составлял 586 пудов.
В центре села по улице Ленина сооружен обелиск погибшим в войну землякам. Обелиск представляет собой семнадцатиметровый шпиль с красной звездой. На обелиске написаны слова: «Они умирали, чтоб жили мы» и список 432 погибших богородчан. В стене обелиска замуровано письмо к потомкам, которые будут жить в 2045 году. К столетию со дня Великой Победы над фашистской Германией сельчане прочтут адресованные им строки.